# Strychnos nux-vomica
Nux vomica (Strychnos nux-vomica L.) também conhecida como noz-vómica, noz-vomitória ou fava-de-santo-inácio é uma planta venenosa da família das Loganiaceae. Contém os alcaloides estricnina e brucina, altamente venenosos, extraídos das sementes dos frutos arredondados, verdes a alaranjados, da árvore. As sementes contêm aproximadamente 1,5 % de estricnina, enquanto as extremidades florais dessecadas contêm por volta de 1,0 %. O caule é também utilizado para extrair brucina, além de outros compostos venenosos, tais como a vomicina e a colubrina.